# Hueikaeana
Hueikaeana is een geslacht van rechtvleugeligen uit de familie sabelsprinkhanen (Tettigoniidae). De wetenschappelijke naam van dit geslacht is voor het eerst geldig gepubliceerd in 1998 door Ingrisch.

## Soorten
Het geslacht Hueikaeana omvat de volgende soorten:
- Hueikaeana albopunctata Wang & Shi, 2010
- Hueikaeana alia Gorochov, 2004
- Hueikaeana andreji Ingrisch, 2011
- Hueikaeana directa Ingrisch, 1998
- Hueikaeana dohrni Brunner von Wattenwyl, 1891
- Hueikaeana ornata Gorochov, 2008
- Hueikaeana pulchella Gorochov, 2004
- Hueikaeana quadrimaculata Ingrisch, 2011